# Lista över växtsläkten
Detta är en alfabetisk lista över växtsläkten ordnad efter de vetenskapliga namnen. Första namnet anger släktet, andra vilken familj släktet hör och tredje det svenska namnet på släktet, där svenskt namn finns. Se även Alfabetisk lista över svenska växtsläkten.

## A
- Abelmoschus - Malvaceae -
- Abies - Pinaceae - ädelgranar
- Abutilon - Malvaceae - klockmalvesläktet
- Acacia - Fabaceae - akacior
- Acalypha - Euphorbiaceae - Akalyfor
- Acanthus - Acanthaceae - akantusar
- Acca - Myrtaceae -
- Acer - Aceraceae - lönnar
- Achillea - Asteraceae - röllikor
- Achimenes - Gesneriaceae -
- Acokanthera - Apocynaceae -
- Aconitum - Ranunculaceae - stormhattar
- Aconogonon - Polygonaceae - sliden
- Acorus - Acoraceae - kalmusar
- Actaea - Ranunculaceae - trolldruvor
- Actinidia - Actinidiaceae - aktinidiasläktet
- Adenocarpus - Fabaceae -
- Adiantum - Adiantaceae - venushår
- Adonis - Ranunculaceae - adonisar
- Adoxa - Adoxaceae - desmeknoppar
- Aechmea - Bromeliaceae -
- Aegopodium - Apiaceae - kirskålar
- Aeonium - Crassulaceae -
- Aeschynanthus - Gesneriaceae -
- Aesculus - Sapindaceae - hästkastanjer
- Aethusa - Apiaceae - vildpersiljor
- Agapanthus - Agapanthaceae -
- Agathis - Araucariaceae -
- Agave - Agavaceae -
- Ageratina - Asteraceae - rostflocklar
- Ageratum - Asteraceae - agerater
- Aglaonemona - Araceae -
- Agrimonia - Rosaceae - småborrar
- Agrostemma - Caryophyllaceae - klättar
- Agrostis - Poaceae - venar
- Ailanthus - Simaroubaceae - gudaträd
- Aira - Poaceae - småtåtlar
- Ajuga - Lamiaceae - sugor
- Albizia - Fabaceae -
- Alcea - Malvaceae - stockrosor
- Alchemilla - Rosaceae - daggkåpor
- Alisma - Alismataceae - svaltingar
- Allamanda - Apocynaceae -
- Alliaria - Brassicaceae - löktravar
- Allium - Amaryllidaceae - lökar
- Alnus - Betulaceae - alar
- Aloe - Asphodelaceae -
- Alopecurus - Poaceae - kavlar
- Alpinia - Zingiberaceae -
- Alstroemeria - Amaryllidaceae - alströmerior
- Alternanthera - Aramanthaceae - alternanter
- Althaea - Malvaceae - läkemalvor
- Alyssum - Brassicaceae - stenörter
- Amaranthus - Amaranthaceae - amaranter
- Amaryllis - Amaryllidaceae -
- Ambrosia - Asteraceae - ambrosior
- Amelanchier - Rosaceae - häggmisplar
- Ammi - Apiaceae - slöjsiljor
- Ammophila - Poaceae - sandrör
- Amsinckia - Boraginaceae - gullörter
- Anacamptis - Orchidaceae - salepsrötter
- Anagallis - Primulaceae - mirar
- Ananas - Bromeliaceae -
- Anaphalis - Asteraceae - pärleterneller
- Anchusa - Boraginaceae - oxtungor
- Andromeda - Ericaceae - roslingar
- Androsace - Primulaceae - grusvivor
- Andryala - Asteraceae -
- Anemone - Ranunculaceae - sippor
- Anethum - Apiaceae - dill
- Angelica - Apiaceae - kvannar
- Angraecum - Orchidaceae -
- Annona - Annonaceae -
- Ansellia - Orchidaceae -
- Antennaria - Asteraceae - kattfötter
- Anthemis - Asteraceae - kullor
- Anthericum - Anthericaceae - sandliljesläktet
- Anthoxanthum - Poaceae - vårbroddar
- Anthriscus - Apiaceae - småkörvlar
- Anthurium - Araceae -
- Anthyllis - Fabaceae - getväpplingar
- Antirrhinum - Scrophulariaceae - lejongap
- Apera - Poaceae - kösor
- Aphanes - Rosaceae - jungfrukammar
- Apium - Apiaceae - flokor
- Aptenia - Aizoaceae - hjärtrevor
- Aquilegia - Ranunculaceae - aklejor
- Arabidopsis - Brassicaceae - backtravar
- Arabis - Brassicaceae - travar
- Aracaucaria - Araucariaceae -
- Arachis - Fabaceae - jordnöt
- Araucaria - Araucariaceae -
- Arbutus - Ericaceae -
- Arctium - Asteraceae - kardborrar
- Arctophila - Poaceae - hänggräs
- Arctostaphylos - Ericaceae - mjölon
- Arenaria - Caryophyllaceae - narvar
- Argemone - Papaveraceae - taggvallmor
- Argentina - Rosaceae - gåsörter
- Argyranthemum - Asteraceae - margeriter
- Aristolochia - Aristolochiaceae -
- Armeria - Plumbaginaceae - piprankor
- Armoracia - Brassicaceae - pepparrot
- Arnica - Asteraceae - arnikor
- Arnoseris - Asteraceae - klubbfibblor
- Artemisia - Asteraceae - malörter
- Artocarpus - Moraceae -
- Arum - Araceae - munkhättor
- Aruncus - Rosaceae - plymspireor
- Arundo - Poaceae -
- Asarum - Aristolochiaceae - hasselörter
- Asclepias - Apocynaceae - sidenörter
- Asparagus - Asparagaceae - sparrisar
- Asperugo - Boraginaceae - paddfötter
- Asperula - Rubiaceae - färgmåror
- Asphodelus - Asphodelaceae - afodillsläktet
- Asplenium - Polypodiaceae - svartbräknar
- Aster - Asteraceae - astrar
- Asteriscus - Asteraceae -
- Astragalus - Fabaceae - vedlar
- Athyrium - Polypodiaceae - majbräknar
- Atriplex - Amaranthaceae - strandmållor
- Atropa - Solanaceae - belladonnor
- Avena - Poaceae - havresläktet

## B
- Baldellia - Alismataceae - flocksvaltingar
- Ballota - Lamiaceae - bosyskor
- Banksia - Proteaceae -
- Barbarea - Brassicaceae -  gyllen
- Bartsia - Scrophulariaceae -  svarthö
- Bassia - Amaranthaceae -  kvastmållor
- Bauhinia - Fabaceae -
- Beaucarnea - Agavaceae -
- Begonia - Begoniaceae -  begonior
- Bellis - Asteraceae - tusenskönor
- Beloperone - Acanthaceae -
- Berberis - Berberidaceae -  berberisar
- Berteroa - Brassicaceae -  sandvitor
- Berula - Apiaceae -  bäckmärken
- Beta - Amaranthaceae -  betor
- Betula - Betulaceae -  björkar
- Bidens - Asteraceae - skäror
- Bifrenaria - Orchidaceae -
- Bistorta - Polygonaceae -  ormrot
- Bolboschoenus - Cyperaceae -
- Borago - Boraginaceae -  gurkörter
- Botrychium - Ophioglossaceae -  låsbräknar
- Bougainvillea - Nyctaginaceae -
- Brachychiton - Malvaceae -
- Brachypodium - Poaceae -  skaftingar
- Brassavola - Orchidaceae -
- Brassica - Brassicaceae -  kålsläktet
- Briza - Poaceae -  darrgräs
- Bromus - Poaceae -  lostor
- Broughtonia - Orchidaceae -
- Browallia - Solanaceae -  browallior
- Brugmansia - Solanaceae -  änglatrumpeter
- Brunfelsia - Solanaceae -
- Bryonia - Cucurbitaceae -  hundrovor
- Buddleja - Scrophulariaceae -  buddlejor
- Buglossoides - Boraginaceae -
- Bulingtonia - Orchidaceae -
- Bunias - Brassicaceae -  ryssgubbar
- Bunium - Apiaceae - jordkastanjer
- Bupleurum - Apiaceae - harörter
- Butomus - Butomaceae -  blomvass
- Buxus - Buxaceae - buxbomar

## C
- Cacalia - Asteraceae -
- Caesalpinia - Fabaceae -
- Cakile - Brassicaceae -  marvioler
- Caladium - Araceae -
- Calamagrostis - Poaceae -  rör
- Calathea - Marantaceae -
- Calceolaria - Scrophulariaceae -  toffelblommor
- Calendula - Asteraceae -  ringblommor
- Calliandra - Fabaceae -
- Callistemon - Myrtaceae -
- Callistephus - Asteraceae -  sommarastrar
- Callitriche - Plantaginaceae -  lånkar
- Calluna - Ericaceae -  ljung
- Calodendrum - Rutaceae -
- Calotropis - Apocynaceae -
- Caltha - Ranunculaceae -  kabblekor
- Calypso - Orchidaceae -  nornor
- Calystegia - Convolvulaceae -  snårvindor
- Camellia - Theaceae -  kamelior
- Camelina - Brassicaceae -  dådror
- Campanula - Campanulaceae -  blåklockor
- Canarina - Campanulaceae -
- Canna - Cannaceae -  kannor
- Cannabis - Cannabaceae -  hampor
- Capsella - Brassicaceae - lommesläktet
- Capsicum - Solanaceae -  spanskpepparsläktet
- Cardamine - Brassicaceae -  bräsmor
- Cardaminopsis - Brassicaceae -  sandtravar
- Cardaria - Brassicaceae -  kardarior
- Carduus - Asteraceae -  piggtistlar
- Carex - Cyperaceae -  starrar
- Carica - Caricaceae -
- Carlina - Asteraceae -  spåtistelsläktet
- Carpinus - Betulaceae -  avenbokar
- Carpobrotus - Aizoaceae -
- Carum - Apiaceae -  kumminsläktet
- Caryota - Arecaceae -
- Cascabela - Apocynaceae -
- Cassiope - Ericaceae -  kantljung
- Castanea - Fagaceae -  Kastanjesläktet
- Casuarina - Casuarinaceae -
- Catalpa - Bignoniaceae -  katalpor
- Catananche - Asteraceae -  gräsfibblor
- Catharanthus - Apocynaceae -
- Cattleya - Orchidaceae -
- Cedrus - Pinaceae -  cedrar
- Celosia - Amaranthaceae -  celosior
- Centaurea - Asteraceae -  klintar
- Centaurium - Gentianaceae -  arun
- Centranthus - Valerianaceae -  pipörter
- Cephalanthera - Orchidaceae -  skogsliljesläktet
- Cephalaria - Dipsacaceae -  jätteväddar
- Cerastium - Caryophyllaceae -  arvar
- Ceratocapnos - Papaveraceae -  klängnunneörter
- Ceratonia - Fabaceae -
- Ceratophyllum - Ceratophyllaceae -  särvar
- Cercis - Fabaceae -
- Cereus - Cactaceae -
- Ceropegia - Asclepiadaceae -
- Cestrum - Solanaceae -
- Chaenorhinum - Scrophulariaceae -  småsporrar
- Chaerophyllum - Apiaceae -  rotkörvlar
- Chamaecereus - Cactaceae -
- Chamaecyparis - Cupressaceae -  ädelcypresser
- Chamaecytisus - Fabaceae -  huvudginster
- Chamaedaphne - Ericaceae -  finnmyrtnar
- Chamaedorea - Arecaceae -
- Chamaerops - Arecaceae -
- Chamorchis - Orchidaceae -  dvärgyxnen
- Cheiranthus - Brassicaceae -
- Chelidonium - Papaveraceae -  skelörter
- Chenopodium - Amaranthaceae -  ogräsmållor
- Chimaphila - Ericaceae -  rylar
- Chlorophytum - Liliaceae -  ampelliljesläktet
- Chorisia - Malvaceae -
- Chrysaldocarpus - Arecaceae -
- Chrysanthemum - Asteraceae -  krysantemer
- Chrysosplenium - Saxifragaceae -  gullpudror
- Chysis - Orchidaceae -
- Cicendia - Gentianaceae -  hedgentianor
- Cicer - Fabaceae -  kikärter
- Cicerbita - Asteraceae -  tortor
- Cichorium - Asteraceae -  cikorior
- Cineraria - Asteraceae -
- Cinnamomum - Aristolochiaceae -
- Circaea - Onagraceae -  häxörter
- Cirsium - Asteraceae -  tistlar
- Cissus - Vitaceae -
- Cistus - Cistaceae -
- Citrus - Rutaceae -  citrusar
- Cladium - Cyperaceae -  ag
- Claytonia - Portulacaceae -  vårskönor
- Clematis - Ranunculaceae -  klematisar
- Clerodendrum - Verbenaceae -
- Clethra - Clethraceae -
- Clivia - Amaryllidaceae -
- Cobaea - Polemoniaceae -
- Coccoloba - Polygonaceae -
- Cochlearia - Brassicaceae -  skörbjuggsörter
- Cocos - Arecaceae -  kokospalmer
- Codiaeum - Euphorbiaceae -
- Coeloglossum - Orchidaceae -
- Coelogyne - Orchidaceae -
- Coffea - Rubiaceae -
- Colchicum - Colchicaceae -  tidlösor
- Coleus - Lamiaceae -
- Colocasia - Araceae -
- Columnea - Gesneriaceae -
- Colutea - Fabaceae -  blåsärter
- Conium - Apiaceae -  odörter
- Conopodium - Apiaceae -  nötkörvlar
- Consolida - Ranunculaceae -  åkerriddarsporrar
- Convallaria - Ruscaceae -  liljekonvaljsläktet
- Convolvulus - Convolvulaceae -  vindor
- Conyza - Asteraceae -  ogräsbinkor
- Corallorrhiza - Orchidaceae -  korallrot
- Cordyline - Liliaceae -  kordylinesläktet
- Coreopsis - Asteraceae -  ögonblommor
- Coriandrum - Apiaceae -  koriandrar
- Cornus - Cornaceae -  korneller
- Coronilla - Fabaceae -  kroniller
- Coronopus - Brassicaceae -  hamnkrassingar
- Corrigiola - Caryophyllaceae - skoremmar
- Cortaderia - Poaceae -
- Corydalis - Papaveraceae -  nunneörter
- Corylus - Betulaceae -  hasslar
- Corynephorus - Poaceae -  borsttåtlar
- Cotinus - Anacardiaceae -  perukbuskar
- Cotoneaster - Rosaceae -  oxbär
- Cotula - Asteraceae -  kotulor
- Cotyledon - Crassulaceae -
- Crambe - Brassicaceae -  krambar
- Crassula - Crassulaceae -
- Crataegus - Rosaceae -  hagtornar
- Crepis - Asteraceae -  fibblor
- Crinum - Amaryllidaceae -
- Crocus - Iridaceae -  krokussläktet
- Crossandra - Acanthaceae -
- Crotalaria - Fabaceae -  sunnhampor
- Cucumis - Cucurbitaceae -  gurkor
- Cucurbita - Cucurbitaceae -  pumpor
- Cupressus - Cupressaceae -  cypresser
- Cuscuta - Convolvulaceae -  snärjor
- Cyathea - Cyatheaceae -
- Cycas - Cycadaceae -
- Cyclamen - Portulacaceae -
- Cycnoches - Orchidaceae -
- Cydonia - Rosaceae -  kvittensläktet
- Cyklamen - Primulaceae -
- Cymbalaria - Scrophulariaceae -  murrevor
- Cynoglossum - Boraginaceae -  hundtungor
- Cynosurus - Poaceae -  kamäxingar
- Cyperus - Cyperaceae -  parasollag
- Cyphomandra - Solanaceae -
- Cypripedium - Orchidaceae -  guckuskor
- Cystopteris - Polypodiaceae -  finbräknar
- Cytisus - Fabaceae - kvastginster

## D
- Dactylis - Poaceae -  hundäxingar
- Dactylorhiza - Orchidaceae -  handnycklar
- Dahlia - Asteraceae -  dahlior
- Danthonia - Poaceae -  knägräs
- Daphne - Thymelaeaceae -  tibast
- Dasylirion - Ruscaceae -
- Datura - Solanaceae - spikklubbor
- Daucus - Apiaceae -  morötter
- Delonix - Fabaceae -
- Dendrobium - Orchidaceae -
- Dendrochilum - Orchidaceae -
- Deschampsia - Poaceae -  tåtlar
- Descurainia - Brassicaceae -  stillfrön
- Dianthus - Caryophyllaceae -  nejlikor
- Diapensia - Diapensiceae -  fjällgrönor
- Dicentra - Fumariaceae - lyrblommor
- Dichorisandra - Commelinaceae -
- Dicksonia - Dicksoniaceae -
- Dictamnus - Rutaceae -  diptamer
- Dieffenbachia - Araceae -
- Digitalis - Scrophulariaceae - fingerborgsblommor
- Digitaria - Poaceae -  fingerhirs
- Dimorphotheca - Asteraceae -  väderblommor
- Diospyros - Ebenaceae -
- Dipladenia - Apocynaceae -
- Diplotaxis - Brassicaceae -  mursenap
- Dipsacus - Dipsacaceae -  kardväddar
- Distictis - Bignoniaceae -
- Dittrichia - Asteraceae -
- Dolichandrone - Bignoniaceae -
- Dombeya - Malvaceae -
- Doronicum - Asteraceae -  gemsrot
- Dorotheanthus - Aizoaceae -  doroteablommor
- Draba - Brassicaceae -  drabor
- Dracaena - Ruscaceae -
- Dracocephalum - Lamiaceae -  drakblommor
- Drimia - Hemerocallidaceae -
- Drosanthemum - Aizoaceae -
- Drosera - Droseraceae -  sileshår
- Dryas - Rosaceae -  fjällsippor
- Dryopteris - Polypodiaceae -  lundbräknar
- Duranta - Verbenaceae -

## E
- Ecballium - Cucurbitaceae -  sprutgurkor
- Echinocactus - Cactaceae -
- Echinops - Asteraceae -  bolltistlar
- Echinopsis - Cactaceae -
- Echium - Boraginaceae -  snokörter
- Eichhornia - Poaceae -
- Elaeis - Arecaceae -
- Eleocharis - Cyperaceae -  småsäv
- Eleogiton - Cyperaceae -
- Elettaria - Zingiberaceae -
- Elsholtzia - Lamiaceae -  kammyntor
- Elymus - Poaceae -  elmar
- Emilia - Asteraceae -
- Empetrum - Ericaceae -
- Encheveria - Crassulaceae -
- Epidendrum - Orchidaceae -
- Epilobium - Onagraceae -  dunörter
- Epimedium - Berberidaceae -  sockblommor
- Epipactis - Orchidaceae -  knipprot
- Epiphyllum - Cactaceae -
- Epipogium - Orchidaceae -  skogsfruar
- Episcia - Gesneriaceae -
- Equisetum - Equisetaceae -  fräken
- Eranthis - Ranunculaceae -  vintergäckar
- Erica - Ericaceae -  klockljung
- Erigeron - Asteraceae -  binkor
- Erinus - Scrophulariaceae -
- Eriobotrya - Rosaceae -
- Eriophorum - Cyperaceae -  ull
- Erodium - Geraniaceae -  skatnävor
- Erophila - Brassicaceae -  nagelörter
- Erucastrum - Brassicaceae -  kålsenap
- Eryngium - Apiaceae -  martornar
- Erysimum - Brassicaceae -  kårlar
- Erythrina - Fabaceae -
- Eschscholtzia - Papaveraceae -  sömntutor
- Eucalyptus - Myrtaceae -  eukalyptusar
- Eucnide - Loasaceae -
- Eugenia - Myrtaceae -
- Euonymus - Celastraceae -  benved
- Eupatorium - Asteraceae -  flocklar
- Euphorbia - Euphorbiaceae -  törlar
- Euphrasia - Scrophulariaceae -  ögontröst
- Exacum - Gentianaceae -

## F
- Fagopyrum - Polygonaceae - boveten
- Fagus - Fagaceae - bokar
- Falcaria - Apiaceae - skärblad
- Fallopia - Polygonaceae - bindor
- Farfugium - Asteraceae -
- Fatsia - Araliaceae -
- Faucaria - Aizoaceae -
- Felicia - Asteraceae -  dockastrar
- Ferula - Apiaceae -
- Festuca - Poaceae -  svinglar
- Ficus - Moraceae -  fikon
- Filipendula - Rosaceae - älggräs
- Fittonia - Acanthaceae -
- Foeniculum - Apiaceae - fänkål
- Fortunella - Rutaceae -  kumquat
- Fragaria - Rosaceae - smultron
- Frangula - Rhamnaceae - brakved
- Frankenia - Frankeniaceae -  frankenior
- Fraxinus - Oleaceae -  askar
- Freesia - Iridaceae -
- Fritillaria - Liliaceae - klockliljesläktet
- Fuchsia - Onagraceae -  fuchsior
- Fumana - Cistaceae -  barrsolvändor
- Fumaria - Fumariaceae -  jordrökar
- Furcraea - Agavaceae -

## G
- Gagea - Liliaceae -  vårlökar
- Gaillardia - Asteraceae -  kokardblomster
- Galanthus - Amaryllidaceae -  snödroppar
- Galeopsis - Lamiaceae -  dån
- Galinsoga - Asteraceae -  gänglar
- Galium - Rubiaceae -  måror
- Gardenia - Rubiaceae -
- Gasteria - Liliaceae -
- Gaura - Onagraceae -  sommarljus
- Gazania - Asteraceae -
- Genista - Fabaceae -  ginster
- Gentiana - Gentianaceae - gentianor
- Gentianella - Gentianaceae - gentianellor
- Geranium - Geraniaceae -  nävor
- Gerbera - Asteraceae -
- Geum - Rosaceae -  nejlikrot
- Gibbaeum - Aizoaceae -
- Ginkgo - Ginkgoaceae -  ginkgo
- Gladiolus - Iridaceae -  sabelliljesläktet
- Glaucium - Papaveraceae -  hornvallmor
- Glaux - Primulaceae -  strandkrypor
- Glechoma - Lamiaceae -  jordrevor
- Gleditsia - Fabaceae -
- Globularia - Plantaginaceae -  bergskrabbor
- Gloriosa - Colchicaceae -  klängliljesläktet
- Gloxinia - Gesneriaceae -
- Glyceria - Poaceae -  mannagräs
- Gnaphalium - Asteraceae -  noppor
- Gomphocarpus - Apocynaceae -
- Gomphrena - Amaranthaceae -  klotamaranter
- Goodyera - Orchidaceae -  knärot
- Grevillea - Proteaceae -
- Gymnadenia - Orchidaceae -  brudsporrar
- Gymnocalycium - Cactaceae -
- Gymnocarpium - Polypodiaceae -  ekbräknar
- Gypsophila - Caryophyllaceae - slöjor

## H
- Habenaria - Orchidaceae -
- Haemanthus - Amaryllidaceae -
- Halimione - Amaranthaceae -
- Hammarbya - Orchidaceae -  myggblomster
- Hatiora - Cactaceae -
- Haworthia - Asphodelaceae -
- Hebeclinium - Asteraceae -
- Hedera - Araliaceae -  murgrönor
- Hedychium - Zingiberaceae -
- Helianthemum - Cistaceae -  solvändor
- Helianthus - Asteraceae -  solrosor
- Helichrysum - Asteraceae -  hedblomster
- Heliconia - Heliconiaceae -
- Heliotropium - Boraginaceae -  heliotroper
- Helleborus - Ranunculaceae -  julrosor
- Helxine - Urticaceae -
- Hemerocallis - Hemerocallidaceae -  dagliljesläktet
- Hepatica - Ranunculaceae -  blåsippor
- Heracleum - Apiaceae -  lokor
- Herminium - Orchidaceae -  honungsblomster
- Herniaria - Caryophyllaceae -  knytlingar
- Hesperis - Brassicaceae -  hesperisar
- Heuchera - Saxifragaceae -  alunrot
- Hibiscus - Malvaceae -  hibiskusar
- Hieracium - Asteraceae -  hökfibblor
- Hierochloë - Poaceae -  myskgräs
- Hippeastrum - Amaryllidaceae -  amaryllisar
- Hippophaë - Elaeagnaceae -  havtornar
- Hippuris - Plantaginaceae -  hästsvansar
- Hirschfeldia - Brassicaceae -  gråsenap
- Holcus - Poaceae -  luddtåtlar
- Holmskioldia - Verbenaceae -
- Holosteum - Caryophyllaceae -  fågelarvar
- Honckenya - Caryophyllaceae -  saltarvar
- Hordeum - Poaceae -  korn
- Hornungia - Brassicaceae - stenkrassingar
- Hottonia - Primulaceae -  vattenblinkar
- Howeia - Arecaceae -
- Hoya - Asclepiadaceae -
- Humulus - Cannabaceae - humlen
- Hyacinthoides - Hyacinthaceae -  klockhyacinter
- Hyacinthus - Liliaceae -  hyacinter
- Hydrangea - Saxifragaceae -  hortensior
- Hydrocharis - Hydrocharitaceae -  dyblad
- Hydrocotyle - Apiaceae -  spikblad
- Hymenocallis - Amaryllidaceae -
- Hymenosporum - Pittosporaceae -
- Hyoscyamus - Solanaceae -  bolmörter
- Hypericum - Clusiaceae -  johannesörter
- Hypochoeris - Asteraceae -  rosettfibblor
- Hypocyrta - Gesneriaceae -
- Hypoestes - Acanthaceae -
- Hyssopus - Lamiaceae - isopar

## I
- Iberis - Brassicaceae -  iberisar
- Ilex - Aquifoliaceae -  järnekar
- Illecebrum - Caryophyllaceae -  glimmerörter
- Impatiens - Balsaminaceae -  balsaminer
- Inula - Asteraceae -  krisslor
- Ipomoea - Convolvulaceae -  praktvindor
- Iris - Iridaceae -  irisar
- Isatis - Brassicaceae -  vejdar
- Isoëtes - Isoetaceae -  braxengräs
- Isolepis - Cyperaceae -  borstsäv
- Isoplexis - Scrophulariaceae -
- Ixia - Iridaceae -
- Ixora - Rubiaceae -

## J
- Jacaranda - Bignoniaceae -
- Jacobinia - Acanthaceae -
- Jasione - Campanulaceae -  blåmunkar
- Jasminum - Oleaceae -  jasmin
- Jatropha - Euphorbiaceae -
- Jovibarba - Crassulaceae -  hammarbytaklökar
- Juanulloa - Solanaceae -
- Juglans - Juglandaceae -  valnötter
- Juncus - Juncaceae -  tåg
- Juniperus - Cupressaceae -  enar
- Justicia - Acanthaceae -

## K
- Kalanchoe - Crassulaceae -
- Kickxia - Scrophulariaceae -  spjutsporrar
- Kigelia - Bignoniaceae -
- Kleinia - Asteraceae -
- Knautia - Dipsacaceae -  åkerväddar
- Kniphofia - Asphodelaceae - fackelliljesläktet
- Kobresia - Cyperaceae -  sävstarrar
- Kochia - namnet ändrat till Bassia
- Koeleria - Poaceae -  tofsäxingar
- Koelreuteria - Sapindaceae -
- Koenigia - Polygonaceae - dvärgsyror

## L
- Laburnum - Fabaceae -  gullregn
- Lactuca - Asteraceae -  sallater
- Laelia - Orchidaceae -
- Lagerstroemia - Lythraceae -
- Lamiastrum - Lamiaceae -  gulplistrar
- Lamium - Lamiaceae -  plistrar
- Lampranthus - Aizoaceae -
- Lamprocapnos - Fumariaceae - löjtnantshjärtan
- Lantana - Verbenaceae -
- Lappula - Boraginaceae -  piggfrön
- Lapsana - Asteraceae -  harkål
- Larix - Pinaceae -  lärkar
- Laserpitium - Apiaceae -  spenörter
- Lathraea - Scrophulariaceae -  vätterosor
- Lathyrus - Fabaceae - vialer
- Launaea - Asteraceae -
- Laurus - Lauraceae -  laurier
- Lavandula - Lamiaceae -  lavendlar
- Lavatera - Malvaceae -  sommarmalvor
- Leersia - Poaceae -  vildris
- Legousia - Campanulaceae -  venusspeglar
- Lemna - Araceae -  andmat
- Leonotis - Lamiaceae -
- Leontodon - Asteraceae -  lejonfibblor
- Leonurus - Lamiaceae -  hjärtstillor
- Lepidium - Brassicaceae -  krassingar
- Leptospermum - Myrtaceae -
- Leptotes - Orchidaceae -
- Leucaena - Fabaceae -
- Leucanthemum - Asteraceae -  prästkragar
- Leucojum - Amaryllidaceae -  snöklockor
- Leucospermum - Proteaceae -
- Levisticum - Apiaceae -  libbstickor
- Liatris - Asteraceae -  rosenstavar
- Ligusticum - Apiaceae -  strandlokor
- Ligustrum - Oleaceae -  ligustrar
- Lilium - Liliaceae -  liljesläktet
- Limodorum - Orchidaceae -
- Limonium - Plumbaginaceae -  rispar
- Limosella - Scrophulariaceae -  ävjebroddar
- Linaria - Scrophulariaceae - sporrar
- Linnaea - Linnaeaceae -  linneor
- Linosyris - Asteraceae -
- Linum - Linaceae -  lin
- Liparis - Orchidaceae -  gulyxnen
- Liriodendron - Magnoliaceae -  tulpanträd
- Listera - Orchidaceae -  tvåblad
- Litchi - Sapindaceae -
- Lithops - Aizoaceae -
- Lithospermum - Boraginaceae -  stenfrön
- Lobelia - Campanulaceae -  lobelior
- Lobivia - Cactaceae -
- Lobularia - Brassicaceae -  strandkrassingar
- Logfia - Asteraceae -  ullörter
- Loiseleuria - Ericaceae -  krypljung
- Lolium - Poaceae -  repen
- Lonicera - Caprifoliaceae -  try
- Lophophora - Cactaceae -
- Lotus - Fabaceae -  käringtänder
- Lunaria - Brassicaceae -  månvioler
- Lupinus - Fabaceae -  lupiner
- Luronium - Alismataceae -  flytsvaltingar
- Luzula - Juncaceae -  frylen
- Lychnis - Caryophyllaceae -  gökblomster
- Lycium - Solanaceae -  bocktörnen
- Lycopersicon - namnet ändrat till Solanum
- Lycopodium - Lycopodiaceae -  lumrar
- Lycopus - Lamiaceae - strandklor
- Lysimachia - Primulaceae -  lysingar
- Lythrum - Lythraceae - fackelblomster

## M
- Macadamia - Proteaceae - macadamia
- Mackaya - Acanthaceae -
- Magnolia - Magnoliaceae -
- Maianthemum - Ruscaceae -  ekorrbär
- Malus - Rosaceae -  aplar
- Malvasläktet - Malvaceae -  malvor
- Mammillaria - Cactaceae -
- Mangifera - Anacardiaceae - mango
- Manihot - Euphorbiaceae -
- Manilkara - Sapotaceae -
- Marrubium - Lamiaceae -  kransborrar
- Masdevallia - Orchidaceae -
- Matricaria - Asteraceae -  kamomiller
- Matthiola - Brassicaceae -  lövkojor
- Medicago - Fabaceae -  luserner
- Medinilla - Melastomataceae -
- Megaskepasma - Acanthaceae -
- Melaleuca - Myrtaceae -
- Melampyrum - Scrophulariaceae -  kovaller
- Melia - Meliaceae -
- Melica - Poaceae -  slokar
- Melilotus - Fabaceae -  sötväpplingar
- Melissa - Lamiaceae -  melissor
- Mentha - Lamiaceae -  myntor
- Menyanthes - Menyanthaceae -  vattenklövrar
- Mercurialis - Euphorbiaceae - binglar
- Mertensia - Boraginaceae -  fjärvor
- Meryta - Araliaceae -
- Meum - Apiaceae -  björnrot
- Microstylis - Orchidaceae -  knottblomster
- Milium - Poaceae -  hässlebrodd
- Miltonia - Orchidaceae -
- Mimulus - Scrophulariaceae -  gyckelblommor
- Minuartia - Caryophyllaceae -  nörlar
- Mirabilis - Nyctaginaceae -  underblommor
- Misopates - Scrophulariaceae -  kalvnosar
- Moehringia - Caryophyllaceae -  skogsnarvar
- Molinia - Poaceae -  blåtåtlar
- Momordica - Cucurbitaceae -
- Monarda - Lamiaceae -  temyntor
- Moneses - Ericaceae -  ögonpyrolor
- Monotropa - Ericaceae -  tallörter
- Monstera - Araceae -
- Montanoa - Asteraceae -
- Montia - Portulacaceae -  källörter
- Morus - Moraceae -  mullbär
- Mulgedium - Asteraceae -  strandsallater
- Musa - Musaceae -  bananer
- Muscari - Hyacinthaceae -  pärlhyacinter
- Myagrum - Brassicaceae -  håldådror
- Mycelis - Asteraceae -  skogssallater
- Myoporum - Scrophulariaceae -
- Myosotis - Boraginaceae -  förgätmigejer
- Myosoton - Caryophyllaceae -  sprödarvar
- Myosurus - Ranunculaceae -  råttsvansar
- Myrica - Myricaceae -  pors
- Myricaria - Tamaricaceae -  klådris
- Myriophyllum - Haloragaceae -  slingor
- Myrrhis - Apiaceae - spanskkörvlar

## N
- Najas - Hydrocharitaceae -  najasar
- Narcissus - Amaryllidaceae -  narcisser
- Narthecium - Nartheciaceae -  myrliljesläktet
- Nematanthus - Gesneriaceae -
- Nemesia - Scrophulariaceae -  nemesior
- Neoporteria - Cactaceae -
- Neottia - Orchidaceae -  nästrot
- Nepeta - Lamiaceae -  nepetor
- Nerine - Amaryllidaceae -
- Nerium - Apocynaceae -  oleandrar
- Neslia - Brassicaceae -  korndådror
- Nicandra - Solanaceae -  ballongblommor
- Nicotiana - Solanaceae -  tobak
- Nigella - Ranunculaceae -  nigellor
- Nonea - Boraginaceae -  nonneor
- Nuphar - Nymphaeaceae -  gula näckrosor
- Nymphaea - Nymphaeaceae -  vita näckrosor
- Nymphoides - Menyanthaceae - sjögull

## O
- Ochna - Ochnaceae -
- Ocimum - Lamiaceae -  basilikor
- Odontites - Scrophulariaceae -  rödtoppor
- Odontonema - Acanthaceae -
- Oenanthe - Apiaceae -  stäkror
- Oenothera - Onagraceae -  nattljus
- Olea - Oleaceae -
- Oleander - Apocynaceae -
- Oncidium - Orchidaceae -
- Onobrychis - Fabaceae -  esparsetter
- Ononis - Fabaceae -  puktörnen
- Onopordum - Asteraceae -  ulltistlar
- Ophioglossum - Ophioglossaceae -  ormtungor
- Ophrys - Orchidaceae -  ofrysar
- Opuntia - Cactaceae -
- Orchis - Orchidaceae -  nycklar
- Oreopteris - Polypodiaceae -  bergbräknar
- Origanum - Lamiaceae -  kungsmyntor
- Ornithogalum - Hyacinthaceae -  stjärnlökar
- Ornithopus - Fabaceae -  serradellor
- Orobanche - Orobanchaceae -  snyltrot
- Orontium - Araceae -  guldkolvar
- Orthilia - Ericaceae -  björkpyrolor
- Oryza - Poaceae -  ris
- Oxalis - Oxalidaceae -  oxalisar
- Oxyria - Polygonaceae -  fjällsyror
- Oxytropis - Fabaceae - klovedlar

## P
- Pachypodium - Apocynaceae -
- Pachystachys - Acanthaceae -
- Paeonia - Paeoniaceae - pioner
- Paliurus - Rhamnaceae -
- Pandanus - Pandanaceae -
- Pandorea - Bignoniaceae -
- Panicum - Poaceae -  hirs
- Papaver - Papaveraceae -  vallmor
- Paphiopedilum - Orchidaceae -
- Parentucellia - Orobanchaceae -  gulhö
- Parietaria - Urticaceae -  väggörter
- Paris - Trilliaceae -  ormbär
- Parkinsonia - Fabaceae -
- Parnassia - Parnassiaceae -  slåtterblommor
- Parodia - Cactaceae -
- Passiflora - Passifloraceae -  passionsblommor
- Pastinaca - Apiaceae -  palsternackor
- Paulownia - Paulowniaceae -
- Pedicularis - Scrophulariaceae -  spiror
- Pelargonium - Geraniaceae -  pelargoner
- Pellaea - Pteridaceae -
- Pennisetum - Poaceae -  borstgräs
- Penstemon - Scrophulariaceae -  penstemoner
- Pentaglottis - Boraginaceae -  hästtungor
- Peperomia - Piperaceae -  peperomior
- Pericallis - Asteraceae -
- Periploca - Apocynaceae -
- Persea - Lauraceae -  avokador
- Persicaria - Polygonaceae -  pilörter
- Petasites - Asteraceae -  skråp
- Petrea - Verbenaceae -
- Petrorhagia - Caryophyllaceae -  klippnejlikor
- Petroselinum - Apiaceae -  persiljor
- Petunia - Solanaceae -  petunior
- Peucedanum - Apiaceae -  siljor
- Phacelia - Boraginaceae -  facelior
- Phalaenopsis - Orchidaceae -
- Phalaris - Poaceae -  flen
- Phaseolus - Fabaceae -  bönor
- Phegopteris - Polypodiaceae -  hultbräknar
- Philodendron - Araceae -
- Phippsia - Poaceae -  snögräs
- Phleum - Poaceae -  timotejer
- Phlomis - Lamiaceae -  lejonsvansar
- Phlox - Polemoniaceae -  floxar
- Phoenix - Arecaceae -  dadelpalmer
- Phormium - Hemerocallidaceae -
- Phyllodoce - Ericaceae -  lappljung
- Physalis - Solanaceae -  lyktörter
- Phyteuma - Campanulaceae -  rapunkler
- Phytolacca - Phytolaccaceae -  kermesbär
- Picea - Pinaceae -  granar
- Picris - Asteraceae -  strävfibblor
- Pilea - Urticaceae -
- Pilosella - Asteraceae -  stångfibblesläktet
- Pilularia - Marsileaceae -  trådbräknar
- Pimpinella - Apiaceae -  bockrot
- Pinguicula - Lentibulariaceae -  tätörter
- Pinus - Pinaceae -  tallar
- Pistacia - Anacardiaceae -
- Pisum - Fabaceae -  ärter
- Pittosporum - Pittosporaceae -
- Plantago - Plantaginaceae -  kämpar
- Platanthera - Orchidaceae -  nattvioler
- Platanus - Platanaceae -
- Plectranthus - Lamiaceae -  malbuskar
- Pleione - Orchidaceae - jungfruskor
- Pleurospermum - Apiaceae -  piplokor
- Plocama - Rubiaceae -
- Plumbago - Plumbaginaceae -
- Plumeria - Apocynaceae -
- Poa - Poaceae -  gröen
- Podranea - Bignoniaceae -
- Pogonatherum - Poaceae -
- Polemonium - Polemoniaceae -  blågull
- Polygala - Polygalaceae -  jungfrulin
- Polygonatum - Liliaceae -  ramsar
- Polygonum - Polygonaceae -  trampörter
- Populus - Salicaceae -  popplar
- Portulaca - Portulacaceae - portlaker
- Portulacaria - Portulacaceae -
- Potamogeton - Potamogetonaceae -  natar
- Potentilla - Rosaceae -  fingerörter
- Prenanthes - Asteraceae -  rödsallater
- Primula - Primulaceae -  vivor
- Protea - Proteaceae -
- Prunella - Lamiaceae -  brunörter
- Prunus - Rosaceae -  prunusar
- Pseudofumaria - Papaveraceae -  bleknunneörter
- Pseudorchis - Orchidaceae -  vityxnen
- Pseudotsuga - Pinaceae -  douglasgranar
- Psidium - Myrtaceae -
- Pteridium - Polypodiaceae -  örnbräknar
- Pterocephalus - Cucurbitaceae -
- Puccinellia - Poaceae -  saltgräs
- Pulicaria - Asteraceae -  loppörter
- Pulmonaria - Boraginaceae -  lungörter
- Pulsatilla - Ranunculaceae -  backsippor
- Punica - Lythraceae -
- Pyracantha - Rosaceae - eldtornar
- Pyrola - Ericaceae -  pyrolor
- Pyrostegia - Bignoniaceae -
- Pyrus - Rosaceae - päron

## Q
- Quercus - Fagaceae - ekar

## R
- Radiola - Linaceae -  dvärglin
- Ranunculus - Ranunculaceae -  smörblommor
- Raphanus - Brassicaceae -  rättikor
- Rapistrum - Brassicaceae -  stäppsenap
- Ravenala - Strelitziaceae -
- Rebutia - Cactaceae -
- Reseda - Resedaceae -  resedor
- Rhamnus - Rhamnaceae -  getaplar
- Rhinanthus - Scrophulariaceae -  skallror
- Rhipsalis - Cactaceae -
- Rhodiola - Crassulaceae -  rosenrot
- Rhododendron - Ericaceae -  rhododendron
- Rhoeo - Commelinaceae -
- Rhynchospora - Cyperaceae -  småag
- Ribes - Grossulariaceae -  ripsar
- Ricinus - Euphorbiaceae -  riciner
- Robinia - Fabaceae -  robinior
- Rorippa - Brassicaceae -  fränen
- Rosa - Rosaceae - rosor
- Rosmarinus - Lamiaceae -
- Rossioglossum - Orchidaceae -
- Roystonea - Arecaceae -
- Rubus - Rosaceae -  rubusar
- Rudbeckia - Asteraceae -  rudbeckior
- Rumex - Polygonaceae -  skräppor
- Ruppia - Ruppiaceae -  natingar
- Ruscus - Liliaceae -
- Russelia - Scrophulariaceae -
- Ruta - Rutaceae - vinrutor

## S
- Saccarum - Poaceae -
- Sagina - Caryophyllaceae -  smalnarvar
- Sagittaria - Alismataceae -  pilblad
- Saintpaulia - Gesneriaceae -
- Salicornia - Amaranthaceae -  glasörter
- Salix - Salicaceae -  viden
- Salsola - Amaranthaceae -  sodaörter
- Salvia - Lamiaceae -  salvior
- Sambucus - Adoxaceae -  flädrar
- Samolus - Primulaceae -  bungar
- Sanguisorba - Rosaceae -  pimpineller
- Sanicula - Apiaceae -  sårläkor
- Sansevieria - Agavaceae -  bajonettliljesläktet
- Sanvitalia - Asteraceae -  husarknapp
- Saponaria - Caryophyllaceae -  såpnejlikor
- Sarracenia - Sarraceniaceae -  flugtrumpeter
- Satureja - Lamiaceae -  harmyntor
- Saussurea - Asteraceae -  fjällskäror
- Saxifraga - Saxifragaceae -  bräckor
- Scabiosa - Dipsacaceae -  fältväddar
- Scadoxus - Amaryllidaceae -
- Scandix - Apiaceae -  nålkörvlar
- Schefflera - Araliaceae -
- Scheuchzeria - Scheuchzeriaceae -  kallgräs
- Schinus - Anacardiaceae -
- Schizanthus - Solanaceae -  fjärilsblomster
- Schizogyne - Asteraceae -
- Schlumbergera - Cactaceae -
- Schoenoplectus - Cyperaceae -  säv
- Schoenus - Cyperaceae -  axagar
- Schotia - Fabaceae -
- Scilla - Hyacinthaceae -  Blåstjärnesläktet
- Scirpus - Cyperaceae -  skogssäv
- Scleranthus - Caryophyllaceae -  knavlar
- Scolochloa - Poaceae -  kasgräs
- Scolymus - Asteraceae -  taggfibblor
- Scopolia - Solanaceae -  dårörter
- Scorzonera - Asteraceae -  svinrot
- Scrophularia - Scrophulariaceae -  flenörter
- Scutellaria - Lamiaceae -  frossörter
- Sedum - Crassulaceae -  fetknoppar
- Selaginella - Selaginellaceae -  mosslumrar
- Selenicereus - Cactaceae -
- Selinum - Apiaceae -  krusfrön
- Sempervivum - Crassulaceae -  taklökar
- Senecio - Asteraceae -  korsörter
- Senna - Fabaceae -  sennor
- Seriphidium - Asteraceae -  strandmalörter
- Serratula - Asteraceae -  ängsskäror
- Seseli - Apiaceae -  säfferot
- Setaria - Poaceae -  kavelhirs
- Sherardia - Rubiaceae -  maddar
- Sibbaldia - Rosaceae -  dvärgfingerörter
- Silene - Caryophyllaceae -  glimmar
- Silybum - Asteraceae -  mariatistlar
- Sinapis - Brassicaceae -  senap
- Sinningia - Gesneriaceae -
- Sisymbrium - Brassicaceae -  hamnsenap
- Sisyrinchium - Iridaceae -  gräsliljesläktet
- Sium - Apiaceae -  vattenmärken
- Sochus - Asteraceae -
- Solandra - Solanaceae -
- Solanum - Solanaceae -  skattor
- Solidago - Asteraceae -  gullris
- Sonchus - Asteraceae -  molkar
- Sophora - Fabaceae -
- Sorbus - Rosaceae -  oxlar
- Sparganium - Typhaceae -  igelknoppar
- Sparrmannia - Malvaceae -
- Spartocytisus - Fabaceae -
- Spathiphyllum - Araceae -
- Spathodea - Bignoniaceae -
- Spergula - Caryophyllaceae -  spärglar
- Spergularia - Caryophyllaceae -  rödnarvar
- Spirobassia - Amaranthaceae -  luddmållor
- Sprekelia - Amaryllidaceae -
- Stachys - Lamiaceae -  syskor
- Stapelia - Asclepiadaceae -
- Staphylea - Staphyleaceae -  pimpernöt
- Stellaria - Caryophyllaceae -  stjärnblommor
- Stephanotis - Asclepiadaceae -
- Stipa - Poaceae -  fjädergräs
- Stratiotes - Hydrocharitaceae -  vattenaloer
- Strelitzia - Strelitziaceae -
- Streptocarpus - Gesneriaceae -
- Streptosolen - Solanaceae -
- Suaeda - Amaranthaceae -  saltörter
- Succisa - Dipsacaceae -  ängsväddar
- Swertia - Gentianaceae -
- Symphytum - Boraginaceae -  vallörter
- Syringa - Oleaceae -  syrener
- Syzygium - Myrtaceae -

## T
- Tagetes - Asteraceae -  sammetsblomster
- Tamarix - Tamaricaceae -  tamarisker
- Tamus - Dioscoreaceae -
- Tanacetum - Asteraceae - renfanor
- Taraxacum - Asteraceae - maskrosor
- Taxus - Taxaceae - idegranar
- Tecoma - Bignoniaceae -
- Teesdalia - Brassicaceae - sandkrassingar
- Telopea - Proteaceae -
- Tephroseris - Asteraceae - nockor
- Tetradenia - Lamiaceae -
- Tetragonolobus - Fabaceae - klöverärter
- Teucrium - Lamiaceae - gamandrar
- Thalictrum - Ranunculaceae - rutor
- Thelocactus - Cactaceae -
- Thesium - Santalaceae - spindelörter
- Thlaspi - Brassicaceae - skärvfrön
- Thuja - Cupressaceae - tujor
- Thunbergia - Acanthaceae -
- Thymelaea - Thymelaeaceae -  sparvörter
- Thymus - Lamiaceae - timjan
- Tibouchina - Melastomataceae -
- Tilia - Malvaceae - lindar
- Tillandsia - Bromeliaceae -
- Tipuana - Fabaceae -
- Tofieldia - Nartheciaceae - kärrliljesläktet
- Torilis - Apiaceae - rödkörvlar
- Tradescantia - Commelinaceae -  båtblommor
- Tragopogon - Asteraceae - haverrötter
- Trichopilia - Orchidaceae -
- Trientalis - Primulaceae - skogsstjärnor
- Trifolium - Fabaceae - klövrar
- Triglochin - Juncaginaceae - sältingar
- Trigonella - Fabaceae -  trigonellor
- Tripleurospermum - Asteraceae - baldersbrår
- Tripolium - Asteraceae - strandastrar
- Trisetum - Poaceae - småhavren
- Trollius - Ranunculaceae - smörbollar
- Tropaeolum - Tropaeolaceae -  krassar
- Tsuga - Pinaceae - hemlocksgranar
- Tulipa - Liliaceae - tulpaner
- Turnera - Turneraceae -
- Tussilago - Asteraceae - hästhovar
- Typha - Typhaceae - kaveldun

## U
- Ulex - Fabaceae - Ärttörnen
- Urtica - Urticaceae - Nässlor
- Utricularia - Lentibulariaceae - Bläddror

## V
- Vaccaria - Caryophyllaceae - åkernejlikor
- Vaccinium - Ericaceae - skogsbär
- Valeriana - Valerianaceae - vänderot
- Valerianella - Valerianaceae - klynnen
- Vanilla - Orchidaceae -
- Veratrum - Agavaceae - nysrot
- Verbascum - Scrophulariaceae - kungsljus
- Verbena - Verbenaceae - verbenor
- Verbesina - Asteraceae - verbesinor
- Veronica - Scrophulariaceae - veronikor
- Viburnum - Adoxaceae - olvon
- Vicia - Fabaceae - vickrar
- Vinca - Apocynaceae - vintergrönor
- Vincetoxicum - Asclepiadaceae - tulkörter
- Viola - Violaceae - violer
- Viscum - Loranthaceae - mistlar
- Vitis - Vitaceae - vinsläktet
- Vriesea - Bromeliaceae -
- Vulpia - Poaceae - ekorrsvinglar

## W
- Washingtonia - Arecaceae -
- Watsonia - Iridaceae -
- Wisteria - Fabaceae -
- Woodsia - Polypodiaceae - hällebräknar

## X
- Xanthium - Asteraceae - gullfrön

## Y
- Yucca - Agavaceae - palmliljesläktet

## Z
- Zannichellia - Potamogetonaceae - hårsärvar
- Zantedeschia - Araceae -
- Zea - Poaceae - teosinter
- Zingiber - Zingiberaceae -
- Zinnia - Asteraceae - zinnior
- Zostera - Zosteraceae - bandtång
- Zygocactus - Cactaceae -
- Zygopetalum - Orchidaceae -